# 루이 야생트 부이예
루이 부이예(Louis Bouilhet)라고도 불린 루이 야생트 부이예(Louis Hyacinthe Bouilhet)는 1821년 5월 27일 카니에서 태어나 1869년 7월 18일 루앙에서 사망한 프랑스의 시인이다.
그는 콜레주 루아얄 드 루앙에서 귀스타브 플로베르와 동창이었으며, 이후 친구가 된다. 의학 공부를 포기한 뒤 부이예는 루앙 도서관의 사서이자 문학 교수로서 일한다. 그는 낭만주의와 고답파 문예 사조에 속한다.
부이예는 친구 플로베르에게 자신의 첫 작품으로 로마 황제 콤모두스 시절의 풍속을 묘사한 총 5편의 역사시, <Melaenis, conte romain> (1857)를 헌정한다. 부이예가 쓴 <Fossiles>이라는 제목의 시집은 매우 주목받았는데, 학문이라는 주제로 시를 썼기 때문이다. 이 시집은 훗날 <Festons et astragales> (1859)에 실린다.

## 저술 목록 (미완)
- Melaenis, conte romain, Paris, M. Lévy, 1857
- Madame de Montarcy (1856)
- Les Fossiles (Revue de Paris 1858 혹은 1859)
- Hélène Peyron, 5막극, Paris, A. Taride, 1858
- Festons et Astragales (1859)
- L'Oncle Million (1861)
- Dolorès (1862)
- Faustine (1864)
- La conjuration d’Amboise (1866), 희극.
- Mademoiselle Aïssé, 4막극, Paris, Michel Lévy frères, 1872
- Dernières chansons, 귀스타브 플로베르의 서문이 실린 시집으로 작가 사후 출판, Paris, Michel Lévy, 1872
- Sous peine de mort, 희극.
- Poésies - Festons et astragales, première éd. 1859, réédition, introduction et notes de Claude Le Roy, Ed. H&D, 2009
- Soldat Libre[3]